# Mutoid Waste Company

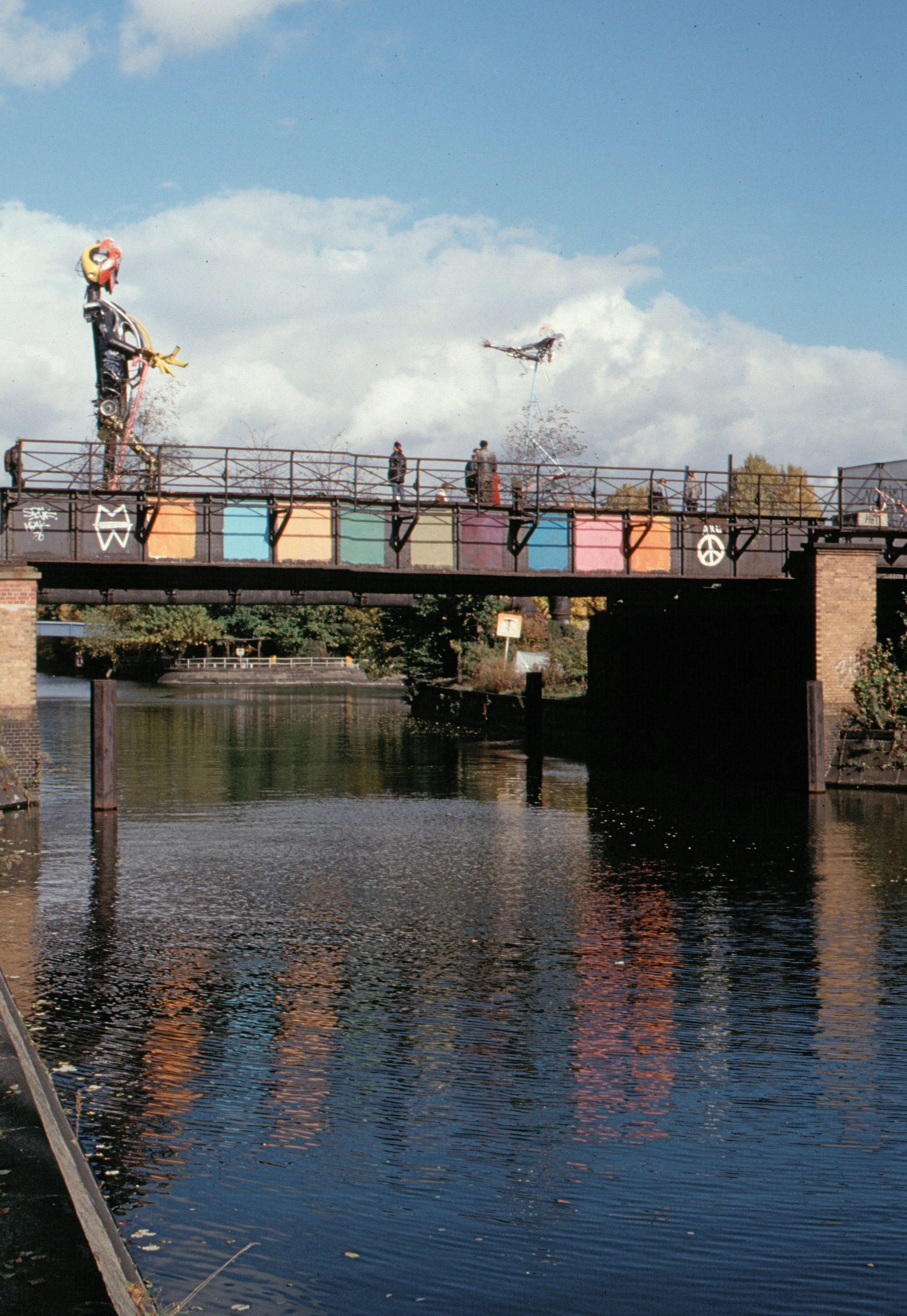
Käfer-Man und Friedensvogel auf der Brücke der Görlitzer Bahn über den Landwehrkanal in Berlin

 Die Mutoid Waste Company war eine Performancekunst-Gruppe, die 1984 von Joe Rush in London gegründet wurde. Sie hatte ihren Ursprung in Frestonia, einer nicht ganz ernst gemeinten Sezessionsbewegung im Notting Hill der siebziger Jahre, und wurde unter anderem von den "Mad Max"-Filmen inspiriert. Die Künstler bauten alte Autos zu endzeitlich anmutenden Fahrzeugen und Skulpturen um und führten diese dann mit Feuerschluckern und Artisten auf Festivals und bei selbstveranstalteten Spektakeln vor. Nach wiederholtem Ärger mit den Behörden und darauffolgenden Razzien durch die Polizei zog die Gruppe 1989 nach Berlin auf das seinerzeit noch brachliegende Gelände des ehemaligen Görlitzer Bahnhofs. Dort fanden zahlreiche Performances statt, die in der Installation der Skulpturen "Käfer Man" und "Friedensvogel" auf der alten Eisenbahnbrücke über den Landwehrkanal am Görlitzer Ufer gipfelten: "Käfer Man", der sich auf den alten Bahnschienen direkt vor der Mauer auf DDR-Gebiet befand, wurde nachts von den Grenztruppen wieder auf die Westseite geschoben, und im gleichen Atemzug die Schienen demontiert, um seine Rückkehr zu verhindern.

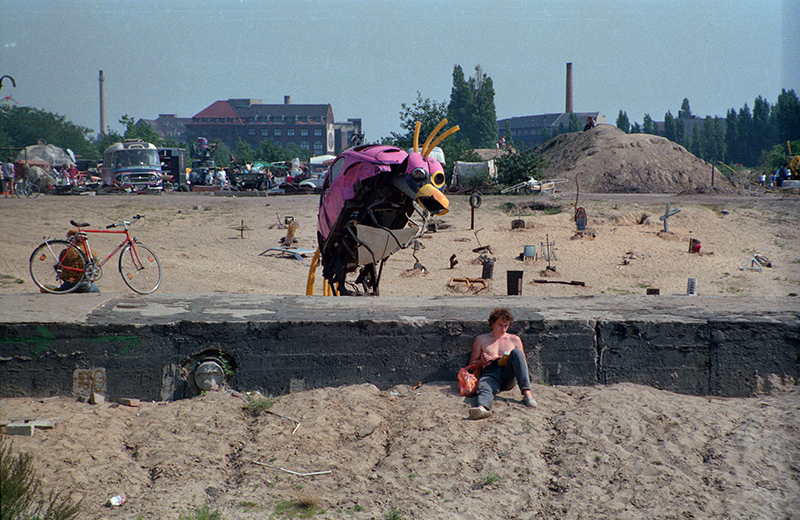
Skulpturen der Mutoid Waste Company auf dem Gelände des ehemaligen Görlitzer Bahnhofs.

Später zog die Company weiter nach Italien, um sich in den 90er Jahren zu zerstreuen. Bis heute gab es aber immer wieder gemeinsame Auftritte, unter anderem 2011 in Glastonbury zusammen mit der Cordy House Family.